# Abigail Disney
Abigail Edna Disney (Los Ángeles, 24 de enero de 1960) es una productora de cine documental, filántropa, activista social y miembro de la familia Disney estadounidense. En 2008 produjo el documental Pray the Devil Back to Hell. Disney y Kathleen Hughes son productores y directores de The Armor of Light (2015) , documental sobre temas sociales ganador del premio Emmy  y The American Dream and Other Fairy Tales (2022, su hermano, Tim Disney, es productor ejecutivo).

## Primeros años y educación
Abigail Disney es hija de Patricia Ann (de soltera Dailey) y Roy E. Disney. Es nieta de Roy O. Disney, quien cofundó The Walt Disney Company con su hermano (tío abuelo de Abigail), Walt Disney. 
Se crio en North Hollywood, California, donde asistió a la Escuela Buckley. En 1982 se graduó como Licenciada en Literatura en lengua inglesa en la Universidad de Yale. Más tarde completaría una Maestría en Literatura Inglesa de la Universidad de Stanford y un Doctorado en Filosofía de la Universidad de Columbia en 1994. Mientras realizaba su doctorado, Abigail Disney enseñó literatura inglesa y estadounidense en el Iona College, en New Rochelle, Nueva York, y escribió una disertación sobre el papel de la violencia romantizada en la vida estadounidense: Sombras de duda: Las novelas históricas de guerra estadounidenses de James Fenimore Cooper, Stephen Crane y Thomas Pynchon. 

## Carrera como productora cinematográfica
En 2007, ella y Gini Reticker fundaron Fork Films, una compañía de producción con sede en Nueva York. Ella es la presidenta y directora ejecutiva, y Reticker es el director creativo.
En 2008 estrenaron el documental Pray the Devil Back to Hell, dirigido por Gini Reticker. El film se basa en el trabajo de la activista por la paz liberiana Leymah Gbowee, narrando cómo las mujeres desempeñaron un papel crucial en la consecución de la paz en la devastada Liberia. Este documental ganó el premio a Mejor Documental en el Festival de Cine de Tribeca en 2008 y se proyectó en 60 países de los siete continentes.
En 2009, Fork Films y Film Sprout se asociaron para difundir el film en una gira de proyección popular de nueve meses que culminó en el Día Internacional de la Paz de las Naciones Unidas el 21 de septiembre de 2009. La gira llevó la película a 31 países extranjeros y 235 ciudades de EE. UU. en 45 estados diferentes.
La respuesta a Pray the Devil Back to Hell llevó a Disney a trabajar en la serie especial de cinco partes para PBS, Mujeres, Guerra y Paz, que se emitió en 2011. La serie analizó el papel de las mujeres en la guerra en la era moderna, no solo como víctimas del conflicto, sino como agentes activos de la paz en sus comunidades. Fue ganadora del Premio Edward R. Murrow del Overseas Press Club, un Premio Gracie, un Premio de la Academia de Televisión y el Premio Silver Gavel de la Asociación de Abogados de Estados Unidos (por el capítulo I Came to Testify ). Esta serie fue creada y producida ejecutivamente por Abigail Disney, Pamela Hogan y Gini Reticker. También en 2011, Disney recibió un premio del Festival de Cine Athena por su extraordinario uso del cine para el cambio social.
Disney fue productora ejecutiva de The Trials of Spring (2015), que incluye un largometraje documental y seis cortometrajes.
Su primer film como directora fue La Armadura de la Luz (The Armor of Light), que sigue al ministro evangélico antiabortista Rob Schenck y Lucy McBath, la madre de la adolescente asesinado Jordan Davis. Se estrenó en el Festival de Cine de Tribeca en abril de 2015 antes de estrenarse en cines el 30 de octubre de 2015. En 2017, ganó un premio Emmy al mejor documental sobre temas sociales.
En 2018, Disney se asoció con Killer Content y lanzó Level Forward, una nueva compañía de producción de cine, televisión y teatro enfocada en proyectos que amplían la influencia y la oportunidad de la excelencia creativa y apoyan nuevas voces. En octubre de 2022, Fork Films cerró.

## Activismo comunitario y filantropía
Disney y su marido Pierre Hauser crearon la Fundación Daphne en 1991 con el fin de financiar programas que afronten las causas y consecuencias de la pobreza en los cinco distritos de la ciudad de Nueva York.
En 2008, Disney lanzó la organización sin fines de lucro Peace is Loud, que utiliza los medios y eventos en vivo para destacar a mujeres líderes que construyen una cultura de paz. Disney es la fundadora y presidenta.
En 2011, Disney viajó con la Premio Nobel Leymah Gbowee al Congo para pasar una semana trabajando con otras mujeres activistas por la paz y explorando ideas para construir la paz en su país. Al año siguiente, visitaron Sri Lanka, donde mujeres activistas lanzaron la Agenda de las Mujeres de Sri Lanka sobre Paz, Seguridad y Desarrollo, inspirada en el legado de Gbowee.
En 2012, renunció a su parte de los beneficios de la inversión de la familia Disney en la empresa de cosméticos Ahava, cuya fábrica está situada en un asentamiento de Cisjordania . "No puedo sacar provecho siendo consciente de lo que es un 'saqueo' o 'pillaje' de los recursos naturales ocupados", afirmó. Por razones legales, no podía retirar sus inversiones, por lo que donó las inversiones y los beneficios "a organizaciones que trabajan para poner fin a esta explotación ilegal". 
En mayo de 2015, Disney se unió a Gbowee y a otras 28 mujeres internacionales defensoras de la paz para cruzar la Zona Desmilitarizada de Corea que separa a Corea del Norte de Corea del Sur en un acto de solidaridad con las mujeres coreanas y para pedir el fin de la Guerra de Corea. Los constructores de paz encabezaron simposios internacionales sobre la paz en Pionyang y Seúl, donde escucharon a mujeres coreanas y compartieron experiencias de movilización de mujeres para poner fin al conflicto.
Es parte de los Millonarios Patrióticos, un grupo de personas ricas que abogan por el aumento de impuestos a los ricos. En el Foro Económico Mundial de Davos de enero de 2020, exigieron claramente tasas impositivas más altos 
En junio de 2021, Disney publicó un artículo de opinión en The Atlantic en el que criticaba las prácticas de elusión fiscal de personas adineradas que reducen su carga fiscal y protegen su riqueza a lo largo de las generaciones mediante prácticas como "compensar los ingresos con pérdidas en negocios no relacionados, estructurar activos para que crezcan en lugar de generar ingresos, y luego pedir préstamos contra esos activos en crecimiento para cubrir necesidades de efectivo, y deducir los pagos de intereses e impuestos estatales de los ingresos imponibles". 

### Crítica a The Walt Disney Company
El 21 de abril de 2019, Disney, a través de varios tuits, criticó la compensación del CEO de Disney, Bob Iger. En 2018, Iger ganó 66 millones de dólares, mientras que en 2019 sus ingresos se estiman en aproximadamente 35 millones de dólares. Un mes antes de esta declaración, había afirmado que los directores ejecutivos generalmente "cobran demasiado", diciendo que "no hay nadie en la Tierra [que] valga 500 veces el salario medio de sus trabajadores". La compañía Disney respondió en una declaración que había hecho "inversiones históricas" en el salario y los beneficios de sus trabajadores y defendió la compensación del director ejecutivo, diciendo que está "basada en un 90% en el desempeño". La compañía afirmó que Iger "ha proporcionado un valor excepcional para los accionistas". Un día después, el 23 de abril, The Washington Post publicó un artículo de opinión de Abigail Disney donde nuevamente criticaba a la corporación Disney "nunca [antes] tan rentable" y pedía una reforma de la equidad salarial.
En julio de 2019, Abigail Disney criticó las condiciones laborales en Disneyland después de una reunión con empleados en la oficina de su sindicato. Ella afirmó que los empleados de Disneyland con los que habló tienen que buscar comida en la basura de otras personas.
En 2020, la activida volvió a recurrir a Twitter para criticar públicamente a la corporación por suspender a varios miles de trabajadores mal pagados durante la pandemia de coronavirus.
En mayo de 2020, Disney dio una charla TED en la que criticó las tasas salariales de los empleados de los parques temáticos de Disney. En la charla dijo que cuando ella era niña, un guardia en Disneyland podía ganar el dinero suficiente para alimentar a una familia, tener una casa modesta y poder acceder a una  atención médica decente. Hoy en día, "tres de cada cuatro personas que sonríen cuando entras, que te ayudan a consolar a ese bebé que llora, que tal vez te ayudan a tener las mejores vacaciones de tu vida, no pueden poner comida en la mesa de manera constante". Y agregó: "Disney ha obtenido grandes beneficios con la idea de que las familias son una especie de magia, que el amor es importante, que la imaginación importa. Por eso se te revuelve un poco el estómago cuando te digo que Cenicienta podría estar durmiendo en su auto".

## Vida personal
Disney se casó con Pierre Norman Hauser en 1988. Vive en la ciudad de Nueva York y tiene cuatro hijos.
En 2019, el patrimonio neto de Abigail Disney era de aproximadamente 120 millones de dólares.
Es miembro y donante del Partido Demócrata, En julio de 2024 que no seguiría contribuyendo al partido hasta que Joe Biden se retirara de las elecciones presidenciales de Estados Unidos de 2024.

## Premios
- Premios Women's Image Network (2015): homenajeada a la Mujer del año.[43][44]
- Premios Globales por los Derechos de la Mujer (2009) presentados por la Fundación Mayoría Feminista, con Gini Reticker y Leymah Gbowee.
- Premio Auburn Lives of Commitment (2009), otorgado por el Seminario Teológico de Auburn.
- 1st Annual Media Awards (2009), presentado por Women's Media Center, con Gini Reticker.
- Premio al Cambio Social Visionario (2011), otorgado por la Fundación Africana de Investigación Médica (AMREF).
- Premio Athena (2011), presentado por Barnard College, el Centro Athena de Estudios de Liderazgo y el Festival de Cine de Athena, con Gini Reticker.
- Premio Internacional al Defensor de la Paz (2011), otorgado por la Revista Cardozo de Resolución de Conflictos de la Facultad de Derecho de Cardozo.
- Premio Gracie 2012 a la mejor productora de noticias y no ficción por Mujeres, guerra y paz (2012), otorgado por los Premios Gracie.
- Premio Interreligioso James Park Morton (2012), presentado por el Centro Interreligioso de Nueva York, con Leymah Gbowee
- Premio Morton Deutsch de Justicia Social (2014), otorgado por el Centro Internacional Morton Deutsch para la Cooperación y la Resolución de Conflictos.
- Premio Legado (2014), otorgado por Mujeres Afganas.
- Premio al Campeón del Cambio en Salud Pública (2014), otorgado por el Instituto de Salud Pública.
- Premios al Valor en el Periodismo de la IWMF (International Women's Media Foundation): Honoree en Liderazgo (2015), presentados por la IWMF.[45]